# مانويل سيرا (اقتصادي)
مانويل سيرا (بالإسبانية: Manuel Serra) (و. 1884 – 1963 م) هو اقتصادي، وكاتب، وسياسي إسباني، كان عضوًا في حزب العمال الاشتراكي الإسباني، توفي في بيربينيا، عن عمر يناهز 79 عاماً.

## مناصب
تولى منصب رئيس البرلمان كتالونيا ‏ (5 ديسمبر 1949–5 أغسطس 1954)
- Member of the Cortes republicanas  [لغات أخرى]‏ (7 فبراير 1934–7 يناير 1936)
- وزير الاقتصاد ‏ (3 أكتوبر 1932–20 نوفمبر 1932)
- Member of the Cortes republicanas  [لغات أخرى]‏ (9 يوليو 1931–7 أكتوبر 1933)
- وزير الاقتصاد والعمل ‏ (28 أبريل 1931–3 أكتوبر 1932)
- عمدة باينيدا دي مار، برشلونة ‏ (1914–1923)
- Member of the Parliament of Catalonia ‏

.